# Florinda Chico
Florinda Chico Martín-Mora (Don Benito, 24 d'abril de 1926 - Madrid, 19 de febrer de 2011) va ser una actriu espanyola.

## Biografia
Després de finalitzar els seus estudis va treballar en la seva terra natal com a modista, venedora i mecanògrafa.
Traslladada a Madrid, va emprendre la seva carrera artística sobre les taules en representacions de Revista. Els seus primers grans èxits li arriben amb l'obra El huevo i la revista La blanca doble (1947), al costat del trio còmic Zori, Santos y Codeso, després de cridar l'atenció del seu compositor Jacinto Guerrero. En els anys següents, s'incorpora a la companyia de Celia Gámez i conquesta importants triomfs en el gènere com La Cenicienta del Palace, Las siete llaves, Cinco minutos nada menos, Las cuatro copas i Los cuatro besos. De la revista passa a l'actuació teatral dramàtica quan en 1955, María Fernanda Ladrón de Guevara compta amb ella per a La Papirusa. Seguirien anys de treball sobre els escenaris, amb obres com Los caciques (1962), de Carlos Arniches, El sol en el hormiguero (1966), d'Antonio Gala o La enamorada del rey (1967), de Valle-Inclán.
En 1968 crea la seva pròpia companyia, amb la que estrena ¡Cómo está el servicio! (1968), d'Alfonso Paso, i més endavant s'incorpora a la de Lina Morgan, amb la que actua a Pura, metalúrgica (1975) y Casta ella, casto él (1977). Actuà també a Jaque a la juventud (1965) de Julia Maura, El escaloncito (1970), al Teatro Maravillas; Los malhechores del bien, de Jacinto Benavente; Julieta tiene un desliz (1982) o La rosa de papel i La cabeza del Bautista, de Valle-Inclán. El 1985 triomfa de nou amb Mi tía y sus cosas (1985), interpretant la neboda de Rafaela Aparicio. Va representar la seva última obra en 2004, donant vida a la Reina Isabel II a Que me quiten lo bailao (la reina castiza), de Rafael Mendizábal.

### Cinema
Encara que va debutar al cinema en 1953, amb la pel·lícula Pasaporte para un ángel, de Javier Setó, no va ser fins a la segona meitat dels anys seixanta quan va aconseguir una enorme popularitat arribant a convertir-se en una de les més habituals actrius secundàries del cinema espanyol.
No va trigar a adoptar un estereotip, molt determinat pel seu físic de matrona corpulenta, que reflectia la dona castissa i en molts casos xarona i que l'enquadrava en papers de "senyora estupenda" o, sobretot, mestressa de casa o minyona rondinaire al costat de Rafaela Aparicio. Els papers que va representar van reiterar, doncs, un arquetip que va trobar encaix en pel·lícules còmiques molt de l'estil de les quals roda Mariano Ozores, a les ordres de la qual va arribar a treballar en 22 títols.
A vegades, no obstant això, es va apartar del gènere còmic, amb incursions en films de factura dramàtica com Gusanos de seda (1976) de Francisco Rodríguez, Cría cuervos (1976), de Carlos Saura o La casa de Bernarda Alba (1987), de Mario Camus.

### Televisió
En la seva filmografia és també habitual trobar-la formant tàndem artístic amb Rafaela Aparicio, que es va encasellar en papers similars, amb la qual va coincidir per primera vegada interpretant a sengles criades en la sèrie de TVE La casa de los Martínez (1967). Habitual també en sèries de televisió, va intervenir a La tía de Ambrosio (1971), Los maniáticos (1974), Este señor de negro (1975-1976), d'Antonio Mercero, Taller mecánico (1991), El sexólogo (1994), Makinavaja (1995-1996) i La casa de los líos (1996-2000).

### Ràdio
Entre 1957 i 1960 va treballar en el Quadre d'actors de la Cadena SER, amb obres com La illustre fregona, de Miguel de Cervantes

### Defunció
A l'edat de 84 anys, va morir a causa d'una aturada cardíaca derivada d'una pneumònia. La notícia de la seva defunció va ser transmesa als mitjans de comunicació pel seu marit.

### Memòria
Al costat d'altres actrius de la seva generació com Gracita Morales i Rafaela Aparicio, Florinda Chico és especialment volguda i recordada en la cultura espanyola per personatges costumistes que reflecteixen les tradicions en les llars i les famílies.

## Premis
La seva dilatada trajectòria professional va ser reconeguda amb la Medalla d'Or al Mèrit en el Treball (1997), la Medalla d'Or al Mèrit en les Belles Arts (2002) i la Medalla d'Extremadura (2003).

## Filmografia

### Pel·lícules
| - 1953 - Intriga en el escenario - 1954 - Pasaporte para un ángel (Órdenes secretas) - 1957 - Los maridos no cenan en casa - 1966 - Una señora estupenda - 1967 - El hueso - 1967 - Mónica Stop - 1967 - Las que tienen que servir - 1968 - Las secretarias - 1968 - La chica de los anuncios - 1969 - Vamos por la parejita - 1969 - Susana - 1969 - La vida sigue igual - 1969 - Abuelo Made in Spain - 1969 - Las amigas - 1969 - No somos ni Romeo ni Julieta - 1969 - La que arman las mujeres - 1969 - Amor a todo gas - 1970 - La otra residencia - 1970 - Cateto a babor - 1971 - La graduada - 1971 - Si Fulano fuese Mengano - 1971 - La casa de los Martínez - 1971 - Los corsarios - 1971 - En la red de mi canción - 1972 - Venta por pisos | - 1972 - Soltero y padre en la vida - 1972 - El padre de la criatura - 1972 - En un mundo nuevo - 1972 - Dos chicas de revista - 1973 - La descarriada - 1973 - Me has hecho perder el juicio - 1974 - Jenaro, el de los 14 - 1974 - Dormir y ligar: todo es empezar - 1974 - El calzonazos - 1974 - Los caballeros del botón de ancla - 1974 - Cuando los niños vienen de Marsella - 1975 - Madres solteras - 1975 - No quiero perder la honra - 1975 - El mejor regalo - 1975 - Tres suecas para tres rodríguez - 1975 - Yo soy Fulana de Tal - 1975 - Ambiciosa - 1976 - Haz la loca... no la guerra - 1976 - Cría cuervos - 1976 - Nosotros, los decentes - 1976 - Gusanos de seda - 1976 - El alegre divorciado | - 1976 - El señor está servido - 1976 - La noche de los cien pájaros - 1976 - Guerreras verdes - 1976 - Adulterio a la española - 1976 - Alcalde por elección - 1977 - Ésta que lo es... - 1977 - Virilidad a la española - 1977 - Un día con Sergio - 1977 - Eva, limpia como los chorros del oro - 1977 - Uno del millón de muertos - 1977 - Celedonio y yo somos así - 1978 - Réquiem por un empleado - 1979 - Los energéticos - 1979 - Los bingueros - 1980 - ¡Qué verde era mi duque! - 1980 - La vida, el amor y la muerte - 1980 - El niño de su mamá - 1980 - El soplagaitas - 1980 - ...Y al tercer año, resucitó - 1980 - Miedo a salir de noche - 1980 - El divorcio que viene - 1980 - Yo hice a Roque III - 1980 - Hijos de papá - 1981 - ¡Tú estás loco, Briones! | - 1981 - Queremos un hijo tuyo - 1981 - Gay Club - 1981 - Los chulos - 1981 - ¡Qué gozada de divorcio! - 1982 - Si las mujeres mandaran (o mandasen) - 1982 - La canción de los niños - 1982 - La vendedora de ropa interior - 1982 - Las chicas del bingo - 1982 - El hijo del cura - 1982 - En busca del huevo perdido - 1982 - El gran mogollón - 1983 - El currante - 1984 - Mi amigo el vagabundo - 1984 - El cura ya tiene hijo - 1984 - Cuando Almanzor perdió el tambor - 1985 - Una y sonada... - 1986 - Capullito de alhelí - 1987 - ¡No hija, no! - 1987 - La casa de Bernarda Alba - 1987 - ¡Biba la banda! - 1988 - Simpáticos degenerados - 1988 - Jarrapellejos - 2002 - No somos nadie |